# Tendla
Tendla (também Tinedla ou Tenedla) (em árabe: اﻟﻌﻘﻠﺔ) é uma cidade e comuna no distrito de Djamaa, na província de El Oued, Argélia. De acordo com o censo de 2008, a população total da cidade era de 9 193 habitantes.